# Buteo plagiatus
Buteo plagiatus là một loài chim trong họ Accipitridae.